# 41661 Heathercraig
41661 Heathercraig este o planetă minoră (asteroid) din centura de asteroizi. A fost descoperită pe 22 septembrie 2000 la Stația Anderson Mesa de Lowell Observatory Near-Earth-Object Search. 
Obiectul prezintă o orbită caracterizată de o semiaxă mare de 2,2555251929127 UAi, o excentricitate de 0,06250858709475, o înclinație de 5,9884984204172 ° în raport cu ecliptica.